# 格拉拉
格拉拉是奥地利施蒂利亚州莱布尼茨县的一个市镇。总面积12.15平方公里，总人口1934人，人口密度159.2人/平方公里（2005年）。